# Nombre de Bodenstein
El nombre de Bodenstein ({\displaystyle Bo}) és un nombre adimensional que s'utilitza per caracteritzar reactors tubulars. Representa la relació entre la transferència total i la transferència de difusió axial. Porta el nom de Max Bodenstein, un físic alemany.
El nombre de Bodenstein es defineix com:
{\displaystyle Bo={\frac {L\;v}{D_{ax}}}}
on :
- L = longitud del tub
- v = velocitat del reactor
- Dax = coeficient de dispersió axial

El coeficient de dispersió es pot calcular mitjançant la següent fórmula:
{\displaystyle D_{ax}=D+{\frac {v^{2}\;{d_{tub}}^{2}}{192\;D}}}
on :
- D = coeficient de difusió
- v = velocitat del reactor
- dtub = diàmetre del tub

A partir d'aquest coeficient de dispersió es pot calcular el nombre de Péclet corresponent i recuperar el nombre de Bodenstein.
{\displaystyle Pe_{ax}={\frac {v\;d_{tub}}{D_{ax}}}=Bo\;{\frac {d_{tub}}{L}}}

El nombre de Bodenstein és, per tant, un cas particular del nombre de Péclet màssic i s'utilitza comunament en hidrodinàmica per caracteritzar el flux de reactors tipus pistó. Permet caracteritzar la idealitat d'aquest reactor i és un paràmetre important per a l'estudi de la distribució del temps de residència.
També es pot obtenir de forma experimental des de la distribució del temps de residència. Si s'accepta un sistema obert: 
{\displaystyle \sigma _{\theta }^{2}={\frac {\sigma ^{2}}{\tau ^{2}}}={\frac {2}{\mathit {Bo}}}+{\frac {8}{{\mathit {Bo}}^{2}}}}
on:
- {\displaystyle \sigma _{\theta }^{2}} = variància adimensional
- {\displaystyle \sigma ^{2}} = variància per temps de residència mitjà
- {\displaystyle \tau } = temps de residència hidrodinàmica

El nombre de Bodenstein tendeix a l'infinit quan el reactor tubular és ideal, és a dir, sense barrejar-se o difondre, i cap a 0 quan el reactor correspon a un reactor continu amb una barreja perfecta de la massa de reacció.